# Chris Fisher
Chris Fisher, född 2 oktober 1949, är en australisk friidrottare. Han deltog vid olympiska sommarspelen 1972.